# 本木昌左衛門
本木 昌左衛門（もとき しょうざえもん、享和元年8月25日（1801年10月2日） - 明治6年（1873年）1月27日）は、江戸時代後期の阿蘭陀通詞（オランダ通詞）。名は、久美、昌栄。昌左衛門は通称。

## 人物・経歴
長崎で蘭通詞（阿蘭陀通詞、オランダ語通訳）の家系に生まれる（本木家五代目）。父は日本初の英語辞書を編纂した本木庄左衛門（正栄）。
1834年（天保5年）に親戚の黒田又次右衛門の二男を養子として迎え、その子は名を元吉（後の本木昌造）と改めた。後に昌造は日本の活版印刷で功績を上げた。
1848年（嘉永元年）10月から翌年4月にかけて、長崎でラナルド・マクドナルドから、森山栄之助を始め蘭通詞（オランダ語通訳）14名のうちの一人として英語を学ぶ。